# Kastroktisia
La kastroktisia (en grec byzantin καστροκτισία / kastroktisía) est dans l'Empire byzantin une charge fiscale extraordinaire, assimilable à une corvée, concernant la construction et l'entretien des forteresses. Elle apparaît en effet dans les listes d'exemption fiscale à côté de l'odostrôsia et de la géphyrôsis. Léon VI le Sage la mentionne comme une obligation très importante dont n'étaient pas exemptés les stratiotes. Il s'agit d'une obligation de fournir un travail dans le cadre des opérations de fortification entreprises par les gouverneurs militaires locaux (duc, stratège, tourmarque) ou par des envoyés spéciaux de l'Empereur à cet effet, les kastroktistai.
Très vite, cette corvée devient une redevance en espèces selon le principe d'adaeratio. Pour Théophylacte d'Ochrid, le kastroktistès n'est ainsi ni plus ni moins qu'un percepteur de taxes qui ne se signale des autres que par sa rapacité. Au XIIIe siècle, cette charge apparaît même dans les archives athonites comme une redevance régulière pouvant être perçue par un seigneur sur ses parèques, même si par ailleurs elle continue d'être aussi une charge extraordinaire.